# Hoya benitotanii
Hoya benitotanii är en oleanderväxtart som beskrevs av Kloppenb.. Hoya benitotanii ingår i släktet Hoya och familjen oleanderväxter. Inga underarter finns listade i Catalogue of Life.